# Szlak Pilchowski

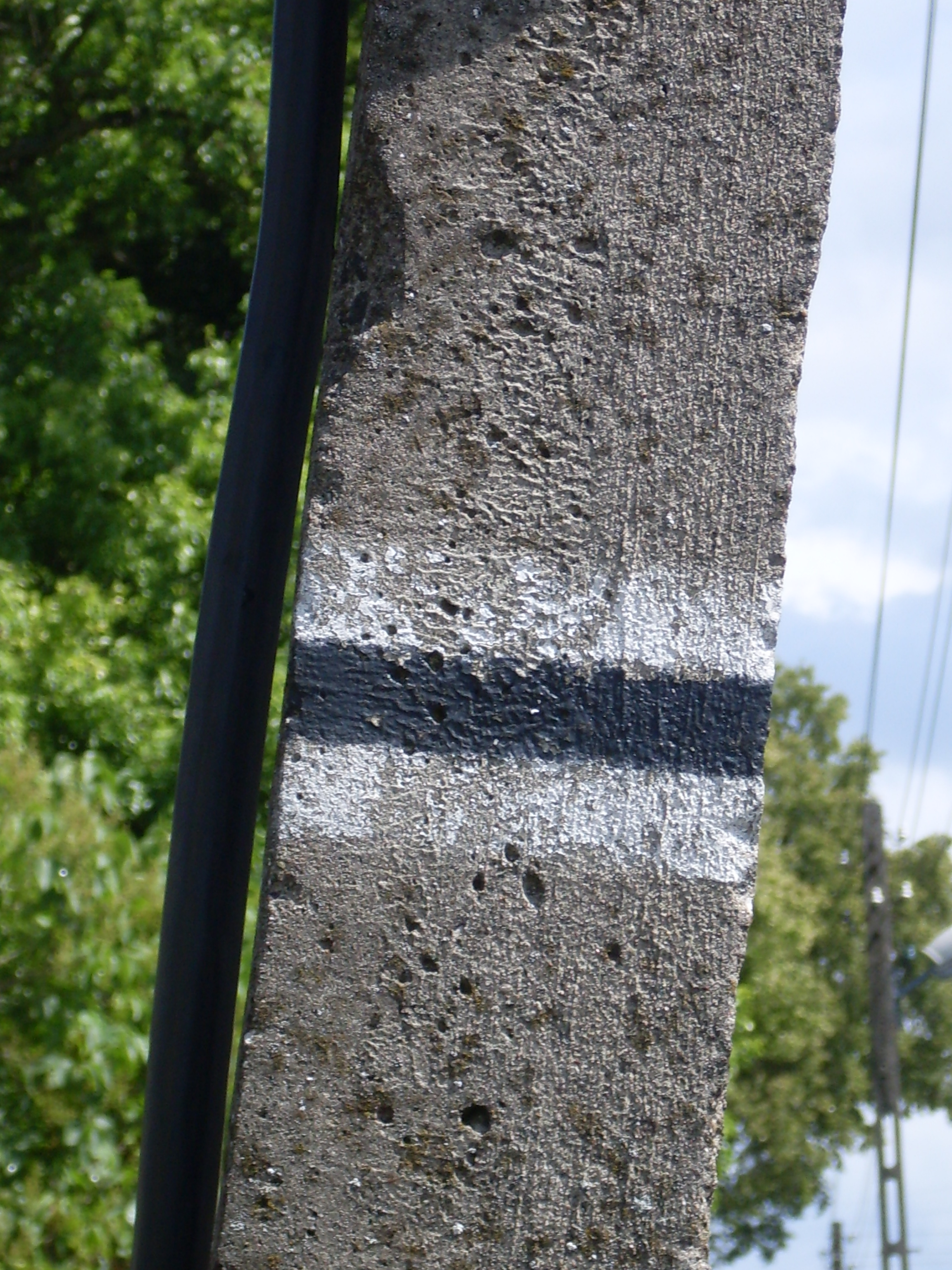
Oznaczenie Szlaku Pilchowskiego na ul. Wiejskiej w Pilchowie

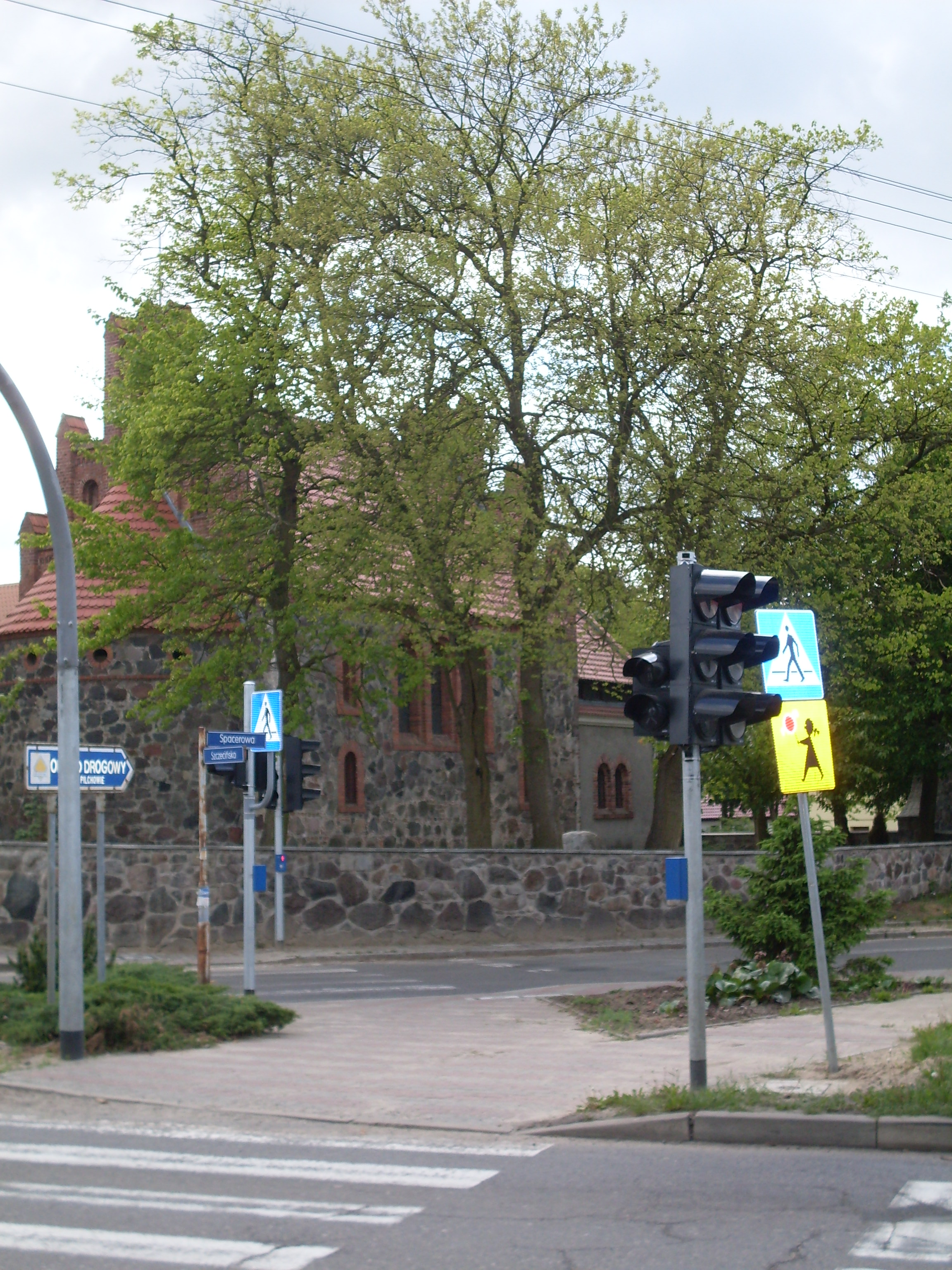
Przejście dla pieszych obok kościoła w Pilchowie

Szlak Pilchowski -  czarny pieszy szlak turystyczny w Szczecinie i gminie Police przebiegający przez Puszczę Wkrzańską.

## Przebieg
Od szlaku Puszczy Wkrzańskiej przy Leśniczówce Owczary (Szczecin - Głębokie) - Pilchowo (ulice Wołczkowska, Wiejska i Osowska) - Szczecin (do szlaku żółtego Ścieżka przyrodnicza im. Ireny i Karola)
W centrum wsi Pilchowo znajduje się zabytkowy kościół i przejście dla pieszych z sygnalizacją świetlną przez ruchliwą drogę wojewódzką nr 115.